# William W. Welch
William Wickham Welch (* 10. Dezember 1818 in Norfolk, Litchfield County, Connecticut; † 30. Juli 1892 ebenda) war ein US-amerikanischer Politiker. Zwischen 1855 und 1857 vertrat er den Bundesstaat Connecticut im US-Repräsentantenhaus.

## Werdegang
Nach der Grundschule studierte William Welch bis 1839 am Yale College Medizin. Nach seiner Zulassung als Arzt begann er in seinem Geburtsort Norfolk in seinem neuen Beruf zu arbeiten. Gleichzeitig begann er eine politische Laufbahn. Zwischen 1848 und 1850 war er Abgeordneter im Repräsentantenhaus von Connecticut; von 1851 bis 1852 saß er im Staatssenat. Welch war Mitglied der kurzlebigen American Party.
Bei den Kongresswahlen des Jahres 1854 wurde Welch im vierten Wahlbezirk von Connecticut in das US-Repräsentantenhaus in Washington, D.C. gewählt. Dort trat er am 4. März 1855 die Nachfolge des Demokraten Origen S. Seymour an. Bis zum 3. März 1857 absolvierte er nur eine Legislaturperiode im Kongress, die von den Ereignissen und Diskussionen im Vorfeld des Bürgerkrieges bestimmt war.
Nach dem Ende seiner Zeit im US-Repräsentantenhaus arbeitete Welch wieder als Arzt. In den Jahren 1869 und 1881 wurde er nochmals in das Repräsentantenhaus von Connecticut gewählt. Er starb am 30. Juli 1892 in seinem Geburtsort Litchfield und wurde dort auch beigesetzt. Sein Sohn William wurde ein bedeutender Mediziner und erwarb sich Verdienste bei der Bekämpfung der Spanischen Grippe.